# Chris Kirkland
Christopher Edmund „Chris” Kirkland (ur. 2 maja 1981 w Barwell w hrabstwie Leicestershire) – angielski piłkarz występujący na pozycji bramkarza.

## Kariera klubowa
Gdy Kirkland miał 11 lat, jego ojciec, Eddie zawarł zakład z jedną z firm bukmacherskich. Postawił on 100 funtów na to, że jego syn zadebiutuje w seniorskiej kadrze. Dzięki temu wygrał 9 000 funtów.
Kirkland rozpoczynał swoją profesjonalną karierę piłkarską w Coventry City, z którym występował w League Championship. Po udanym sezonie 2000/2001, jako jeden z najbardziej obiecujących młodych angielskich bramkarzy, został sprzedany za 6 mln funtów do Liverpoolu ostatniego dnia letniego okna transferowego. W klubie z Anfield Road Kirkland pełnił rolę zmiennika Jerzego Dudka. Po raz pierwszy wystąpił w bramce Liverpoolu w meczu Ligi Mistrzów przeciwko Galatasaray SK, z powodu kontuzji Dudka. Po serii błędów Polaka, m.in. w meczu z Manchesterem United w 2003 roku Kirkland zajął jego miejsce w bramce. W Liverpoolu Kirkland rozegrał 25 meczów. W sezonie 2005/2006 był na wypożyczeniu w West Bromwich Albion, gdzie pełnił rolę zmiennika Tomasza Kuszczaka. Jesień 2006 spędził na sześciomiesięczym wypożyczeniu w Wigan Athletic. W letnim okienku transferowym w 2006 roku Kirkland zdecydował się na przeprowadzkę na JJB Stadium. W nowej drużynie zadebiutował 19 sierpnia w przegranym 2:1 ligowym meczu z Newcastle United. Przed rozpoczęciem sezonu 2012/2013 przeszedł do Sheffield Wednesday, z którym podpisał dwuletni kontrakt. 12 sierpnia 2015 odszedł za darmo z Sheffield Wednesday do Preston North End. Po 1 sezonie podpisał roczny kontrakt z zespołem Bury F.C.
Kirkland bronił w meczu, w którym padł najwyższe zwycięstwo w historii Premier League. Tottenham Hotspur wygrał z Wigan Athletic 9:1. Kirkland w tym spotkaniu zdobył również bramkę samobójczą.

## Kariera reprezentacyjna
Kirkland rozegrał 8 meczów w reprezentacji Anglii U-21. Później był regularnie powoływany do kadry seniorskiej przez Svena-Görana Erikssona, jednak w kadrze zadebiutował dopiero za kadencji Steve'a McClarena, w drugiej połowie towarzyskiego meczu przeciwko Grecji w sierpniu 2006 roku.